# Кулиев, Эйнулла Асадулла оглы
Эйнулла Асадулла оглы Кулиев (азерб. Eynulla Əsədulla oğlu Quliyev; 15 мая 1930, Шамхорский район — 17 ноября 1969, Шамхорский район) — советский азербайджанский виноградарь, Герой Социалистического Труда (1949).

## Биография
Родился 15 мая 1930 года в селе Тазакенд Шамхорского района Азербайджанской ССР (ныне Шамкирский район).
С 1943 года рабочий, с 1946 года звеньевой, с 1950 года заведующий отделением, с 1959 года бригадир бригады №3 виноградарского совхоза имени Азизбекова Шамхорского района. В 1948 году получил урожай винограда 167,7, в 1949 году 180 центнеров с гектара на площади 3,5 гектаров.
Указом Президиума Верховного Совета СССР от 5 октября 1949 года за получение высоких урожаев винограда в 1948 году Кулиеву Эйнулле Асадулла оглы присвоено звание Героя Социалистического Труда с вручением ордена Ленина и золотой медали «Серп и Молот».
Активно участвовал в общественной жизни Азербайджана. Член КПСС с 1960 года.
Скончался 17 ноября 1969 года в селе Тазакенд.